# 75 років Івано-Франківській області (монета)
«75 ро́ків Іва́но-Франкі́вській о́бласті» — ювілейна монета номіналом 5 гривень, випущена Національним банком України, присвячена краю, багатому на ліси, лікувальні мінеральні води, природні ресурси (паливно-енергетичні, хімічні, будівельні), з різноманітними рослинним і тваринним світом. Івано-Франківська область розташована на південному заході України, на стику двох великих природно-географічних зон — Східноєвропейської рівнини та Східних Карпат. Саме тут розташована найвища точка України — гора Говерла (2 061 м) і такі відомі гірськолижні курорти: Яремче, Микуличин, Шешори, Ворохта, Яблуниця.
Монету введено в обіг 25 листопада 2014 року. Вона належить до серії «Області України».

## Опис монети та характеристики
| Номінал грн. | Метал                   | Маса, г | Діаметр, мм | Якість виготовлення       | Гурт                 | Тираж, штук |
| ------------ | ----------------------- | ------- | ----------- | ------------------------- | -------------------- | ----------- |
| 5            | нікелевий сплав, нордик | 9,4     | 28,0        | спеціальний анциркулейтед | секторальне рифлення | 20 000      |

### Аверс
На аверсі монети розміщено: угорі малий Державний Герб України, по колу написи: «НАЦІОНАЛЬНИЙ БАНК УКРАЇНИ» (угорі), «П'ЯТЬ ГРИВЕНЬ» (унизу), праворуч — логотип Монетного двору Національного банку України; стилізовану композицію: зображено дерев'яну церкву на тлі гори Говерли, Коломийський музей «Писанка», нафтовидобувний верстат-качалку, у центрі рік карбування монети — «2014», а також сноубордиста та квітки едельвейса.

### Реверс
На реверсі монети зображено герб області, по колу розміщено написи: «ІВАНО-ФРАНКІВСЬКА ОБЛАСТЬ» (угорі), «ЗАСНОВАНА У 1939 РОЦІ» (унизу).

## Автори

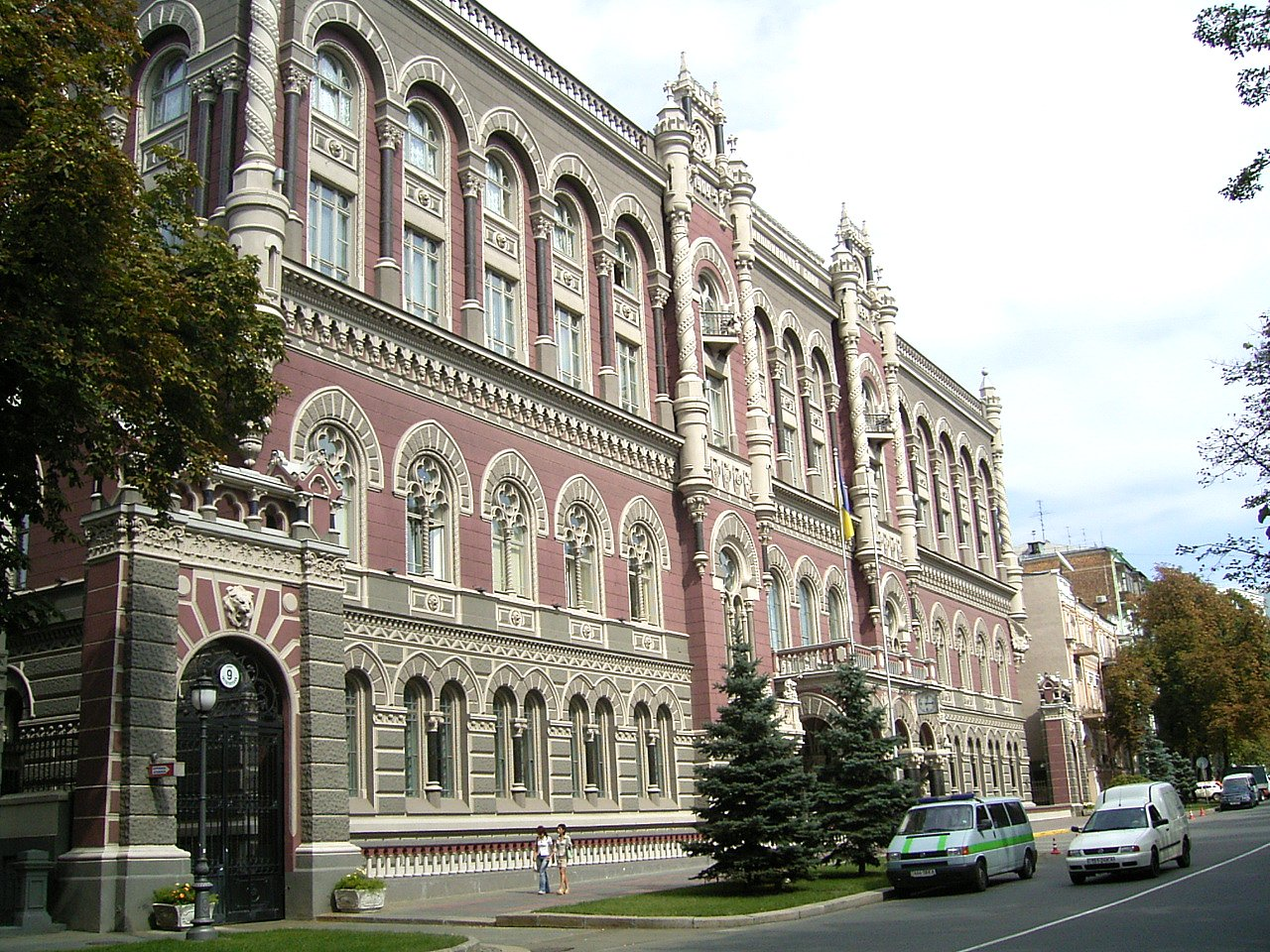
Будівля Національного банку України

- Художник — Іваненко Святослав.
- Скульптор — Іваненко Святослав.

## Вартість монети
Під час введення монети в обіг в 2014 році, Національний банк України реалізовував монету через свої філії за ціною 25 гривень.
Фактична приблизна вартість монети, з роками змінювалася так:
| Рік        | 2015 | 2016 | 2017 | 2018 | 2019 | 2020 | 2021 | 2022 | 2023 | 2024  | 2025  |
| ---------- | ---- | ---- | ---- | ---- | ---- | ---- | ---- | ---- | ---- | ----- | ----- |
| Ціна, грн. | 60   | 135  | 340  | 410  | 480  | 440  | 380  | 420  | 730  | 1 160 | 1 930 |